# Serge Latouche
Serge Latouche (Vannes, 12 de janeiro de 1940) é um economista e filósofo francês.
Muito influenciado pelos trabalhos de François Partant, Latouche é membro fundador e ex-presidente da associação La ligne d'horizon, cujo objetivo é prosseguir as reflexões de  Partant, contidas em seus livros e artigos.
Também conhecido por seus trabalhos de Antropologia econômica, Latouche desenvolveu uma teoria crítica da ortodoxia econômica. Denunciou o economicismo e o  utilitarismo nas Ciências Sociais e criticou, tanto através de uma argumentação teórica consistente como da abordagem empírica, constituída de numerosos exemplos, o conceito de desenvolvimento e as noções de eficácia e racionalidade econômica.
Adversário do consumismo e da racionalidade instrumental, contrário à ocidentalização do planeta, Latouche é um dos mais conhecidos partidários do decrescimento  sustentável.
No documentário "Obsolescencia Programada" refere que:
"Vivemos numa sociedade em crescimento cuja lógica não é de crescer para satisfazer as necessidades, sim crescer por crescer. Crescer infinitamente com uma produção sem limites, E, para o justificar, o consumo deve crescer sem limites.
Quem acredite num crescimento ilimitado é compatível com um planeta limitado ou é louco ou é ecomomista.
O drama é que hoje somos todos economistas".
Segundo Latouche, é preciso descolonizar nosso imaginário. Em especial, desistir do imaginário econômico (...) Redescobrir que a verdadeira riqueza consiste no pleno desenvolvimento  das relações sociais de convívio em um mundo são, e que esse objetivo pode ser alcançado com serenidade, na frugalidade, na sobriedade, até mesmo em uma certa austeridade no consumo material, ou seja, aquilo que alguns preconizaram sob o slogan gandhiano ou tolstoísta de "simplicidade voluntária". [ligação inativa]
Se você está em Roma e deve ir de trem para Turim, mas, por engano, embarca em direção a Nápoles, não basta diminuir a velocidade da locomotiva, frear ou mesmo parar. É preciso descer e pegar outro trem, na direção oposta. Para salvar o planeta e assegurar um futuro aceitável para os nossos filhos, não basta moderar as tendências atuais. É preciso sair completamente do desenvolvimento e do economicismo, assim como é preciso sair da agricultura produtivista, que é parte integrante disso, para acabar com as vacas loucas e as aberrações transgênicas.

## Atividades
Serge Latouche atua em vários coletivos na elaboração do conceito de pós-desenvolvimento.
É também um dos contribuintes históricos de La Revue du MAUSS (Mouvement anti-utilitariste en sciences sociales), professor emérito da Faculdade de Direito, Economia e Gestão Jean Monnet  da Universidade de Paris XI (Paris-Sud), em Sceaux, e no Institut d'études du dévoloppement économique et social (IEDS) de Paris. Além disso, dirige o Groupe de Recherche en Anthropologie, Épistémologie et Économie de la Pauvreté (GRAEEP).

### Obras traduzidas em português
- A ocidentalização do mundo: ensaio sobre a significação, o alcance e os limites da uniformização planetária. ("L'occidentalisation du monde"). Petrópolis, RJ: Vozes, 1994. ISBN 85-326-1265-2
- Os perigos do mercado planetário ("Les Dangers du Marché Planétaire"). Lisboa: Instituto Piaget, D.L. 1999.
- Análise econômica e materialismo histórico ("Le Projet marxiste : Analyse économique et matérialisme historique"). Rio de Janeiro: Zahar, 1977.
- Pequeno tratado do decrescimento sereno. São Paulo: Martins Fontes, 2009. ISBN 9788578272012